# سان بابلو دي سيغورييس
بلدية سان بابلو دي سيغورييس (بالإسبانية: San Pablo de Seguríes) هي بلدية تقع في مقاطعة جرندة التابعة لمنطقة كتالونيا شمال شرق إسبانيا.

## الديموغرافيا
بلغ عدد سكان بلدية سان بابلو دي سيغورييس 694 نسمة عام 2011 (وفقاً للمعهد الوطني الإسباني للإحصاء).
| 648 | 650 | 658 | 669 | 699 | 710 | 694 |